# HMS Shah (1873)
La HMS Shah fue la tercera de una serie de tres fragatas de casco de hierro diseñadas por Sir Edward Reed para la Real Marina Británica. La característica principal del HMS Shah era su velocidad y se decía que podía combatir con buques blindados porque su velocidad le permitía atacar y retirarse rápidamente.
Originalmente, estaba destinado a recibir el nombre de HMS Blonde, pero fue renombrado tras la visita del Shah de Persia en 1873

## Antecedentes
Los Estados Unidos habían construido el USS Wampanoag, buque extremadamente veloz y de gran autonomía, para atacar puertos y capturar transportes al otro lado del Atlántico, pues se preparaba para una guerra con Reino Unido debido a la poca neutralidad que este país había mostrado durante la Guerra Civil Americana.
El Reino Unido decidió responder con las mismas armas y el jefe de construcciones del almirantazgo británico diseño una serie de cruceros para combatir el comercio norteamericano. 
El primero fue el HMS Inconstant, de 5870 t, con una velocidad de 16 nudos y artillado con 10 cañones de 9 pulgadas y 6 de 7 pulgadas, botado el 12 de noviembre de 1868. Le siguió el HMS Raleigh, de 5200 t, 16,2 nudos de velocidad máxima y artillado con 2 cañones de 9 pulgadas, 14 de 7 pulgadas y 6 de 64 libras, que fue botado el 1 de marzo de 1873.

## Servicios
El HMS Shah fue una versión mejorada de las dos anteriores cruceros diseñado por Reeds, con un casco que no estaba blindado, pero revestido de madera y planchas de cobre. Fue completado en 1876, porque el peligro de una guerra con Estados Unidos había desaparecido.
Apenas entró en servicio se le designó como buque insignia de la Real Marina Británica en el Pacífico, convirtiéndose en el buque más grande que operaba en aguas de Sudamérica. Se le creía muy poderoso debido a su armamento pesado, pero en el Combate de Pacocha no demostró tal efectividad frente al Monitor Huascar.